# Déclaration des Nations unies

La Déclaration

La Déclaration des Nations unies est un document qui fut signé par 26 nations qui s'engagèrent ensemble à poursuivre la guerre contre les puissances de l'Axe. Elle fut signée le 1er janvier 1942 à Washington.
L'origine de la Déclaration des Nations unies vient de la Charte de l'Atlantique. Les « représentants de 26 pays s'engageaient à contribuer de la façon la plus complète à l'effort de guerre commun et à ne pas signer de paix séparée ».
La Déclaration des Nations unies fut suivie en 1943 par la conférence de Moscou (1943).

## Les signataires
Les nations signataires sont toutes en état de guerre déclaré avec le Reich allemand. On y trouve, outre les « Quatre gendarmes » (États-Unis, Royaume-Uni, URSS et Chine) :
- les principaux dominions alliés au Royaume-Uni et engagés dans la Seconde Guerre mondiale,
  - les gouvernements européens en exil à Londres dont les États sont occupés par l'Allemagne ou l'Italie à l'exception de la France, la France libre de Charles de Gaulle n'étant pas reconnue officiellement par les États-Unis (les États-Unis ne reconnaissent que le Gouvernement provisoire de la République française et ce seulement le 23 octobre 1944),
- ainsi que les alliés traditionnels des États-Unis sur le continent américain à l'exception notable de l'Argentine de Roberto Marcelino Ortiz, neutralisé par les sympathies envers les régimes fasciste et nazi de l'Axe d'une partie de l'armée.

Dans les détails, les pays signataires sont :
- les États-Unis
- le Royaume-Uni
- l'Union des républiques socialistes soviétiques
- la Chine
- l'Australie
- la Belgique
- le Canada
- le Costa Rica
- Cuba
- la Tchécoslovaquie
- la République dominicaine
- le Salvador
- la Grèce
- le Guatemala
- Haïti
- le Honduras
- l'Inde
- le Luxembourg
- les Pays-Bas
- la Nouvelle-Zélande
- le Nicaragua
- la Norvège
- Panama
- la Pologne
- l'Afrique du Sud
- la Yougoslavie